# Dąbrówka Ruska
Dąbrówka Ruska (w latach 1977–1981 Dąbrówka) – część miasta Sanok, dawniej wieś.
Była położona w obecnym województwie podkarpackim, w powiecie sanockim, w gminie Sanok przy drodze krajowej nr 28. W teraźniejszości stanowi zachodnią część dzielnicy Dąbrówka miasta Sanoka.

## Historia
Wieś wspomniana po raz pierwszy w dokumencie z 1426 jako inter villa Prossek et Dombrowka. W 1515 odnotowana jako Dąbrowka, w 1565 jako Dambrowa Ruska wyesz, Dąbrówka Ruska 1665, Dąbrówka Ruthenica 1745. Wieś była położona między wsiami królewskimi Prusiek i wsią Dąbrówka Niemiecka.
Wieś królewska Dąbrówka położona na przełomie XVI i XVII wieku w ziemi sanockiej województwa ruskiego, w drugiej połowie XVII wieku należała do starostwa sanockiego.
Nazwa wsi powstała w oparciu o lasy dębowe (dąbrowy), istniejące dawniej na tym obszarze. Ostatnie z tych drzew zostały wycięte na początku XX wieku.
Dąbrówka Ruska leżała przy trakcie z Sanoka w kierunku na Rymanów, wzdłuż tegoż gościńca i biegnącej do niej równolegle linii kolejowej. Topograficznie umiejscowiona na północnym zboczu leżącym w południowej części wsi oraz u południowych stóp wzgórza Glinice po stronie północnej. Długość wsi przed 1939 mierzyła 2 km. Pomiędzy Dąbrówką Ruską a Sanokiem była wieś Dąbrówka Polska.
Jako udzielny pan we wsi władał ród Tchorznickich. Jego przedstawiciele nadawali mieszkańców nazwiska. W XIX wieku do końca życia właścicielem posiadłości tabularnej w Dąbrówce Polskiej i Ruskiej był Jan Tchorznicki (zm. 1868).
W 1880 wieś liczyła 77 domów i ok. 500 mieszkańców (400 Rusinów i 100 Polaków), którzy należeli do parafii obu obrządków. Były w niej obszary dworskie i włościańskie.
Do 1877 istniała cerkiew drewniana, jako filia cerkwi sanockiej, która została rozebrana, a na jej miejsce wybudowana nowa murowana cerkiew św. Dymitra. Poniżej cerkwi leżała plebania (rozebrana pod koniec XIX wieku). Ponadto funkcjonowała szkoła, której wpierw drewniana siedziba powstała w 1877, a potem murowana wybudowana w 1906, w której w 1914 dobudowano salę. Przy skrzyżowaniu głównej arterii i drogi w stronę Bukowska powstała stacja kolejowa Sanok Dąbrówka. Ponadto przed 1939 we wsi istniała jedna kapliczka murowana z figurą Matki Boskiej prawdopodobnie z XIX wieku, z zakończeniem na szczycie w postaci słońca.
Pod koniec XIX wieku właścicielami wsi byli potomkowie Jana Tchorznickiego (jego żoną była Kornelia, z domu Stankiewicz, zm. 1885). Na przełomie XIX i XX wieku właścicielem tego terenu był Aleksander Mniszek-Tchorznicki. W 1905 Józefa Rylska posiadała we wsi obszar 12 ha (w pobliskiej Dąbrówce Polskiej 126,7 ha). W sierpniu 1905 Józefa Rylska zbyła Dąbrówkę Polską i Dąbrówkę Ruską na rzecz Marii Strzelbickiej (kwota zakupu wyniosła 50 tys. koron). Po śmierci właścicielki dobra odziedziczyły jej dzieci jako małoletni spadkobiercy, zaś jej mąż Mieczysław został zarządcą tychże dóbr. Według stanu z 1911 roku 16 ha stanowił dwór, 10 ha należało do gminy, a 351 ha do włościan. Na terenie byłej wsi Dąbrówka Polska istnieje zachowany zespół pałacowo-parkowy Rylskich i Tchorznickich.
Według stanu z 1936 ludność wsi według narodowości przedstawiała się następująco: 125 Polaków, 623 Rusinów i Ukraińców, 17 Żydów. Rusini we wsi określali samych siebie mianem Starorusinów. Dokładne rozróżnienie Rusinów od Ukraińców nie było wówczas możliwe, jako że chodziło o osobiste deklaracje przynależności, które np. często pojawiały się w obu przypadku w ramach jednej rodziny. Przed 1939 większe skupiska ludności zamieszkiwały wschodnią i zachodnią część wsi, natomiast mniej osiedlało się w środkowym rejonie. W tym czasie istniały drogi polne zwyczajowo zwane: Cygańska, Wywóz, Cesarska (nazwana od historycznego przejazdu cesarza – zob. podróż Franciszka Józefa I po Galicji i Bukowinie w 1851), Poprzecznica, Namłyńce.  
Przed 1939 we wsi istniały straż pożarna oraz czytelnie Towarzystwa Szkoły Ludowej (polska) i  Proswity (ukraińska).
15 października 1948 wsie Dąbrówka Polska i Dąbrówka Ruska zostały połączone w jedną wieś Dąbrówkę. Uchwałą Prezydium Wojewódzkiej Rady Narodowej z 1 stycznia 1962 roku wieś przyłączono do miasta Sanoka i od tego czasu stanowi dzielnicę Dąbrówka.
W 1959 na obszarze wsi została ujawniona XVII-wieczna chałupa z tzw. tragarzem na którym wyryto inskrypcję A. D. 1681. W 1961 został przeniesiny do Muzeum Budownictwa Ludowego w Sanoku.
W Dąbrówce Ruskiej urodzili się:
- w 1912 roku Adam Ślusarczyk, kapłan greckokatolicki, kapelan UPA,
- w 1927 roku Mieczysław Kocyłowski, żołnierz Armii Krajowej i partyzantki antykomunistycznej.